# Devdas Gandhi
Devdas Gandhi (Durban, 22 maggio 1900 – Bombay, 3 agosto 1957) è stato un attivista e giornalista indiano, quarto e ultimo figlio del Mahatma Gandhi.
Nacque e crebbe nella Repubblica del Transvaal, ritornando in India una volta cresciuto. Divenne attivo nel movimento di suo padre, trascorrendo molti periodi in prigione. Divenne anche un giornalista di spicco, servendo come redattore all'Hindustan Times. Fu anche il primo pracharak del Dakshina Bharat Hindi Prachar Sabha (DBHPS), fondato da Mohandas Gandhi nel Tamil Nadu nel 1918. Lo scopo del Sabha era quello di propagare l'hindi nel sud dell'India.

## Famiglia
Devdas si innamorò di Lakshmi, figlia di C. Rajagopalachari, collega del padre nel Movimento d'indipendenza indiano. Poiché lei aveva solo 15 anni e Devdas 28 anni, sia il padre di Devdas che Rajaji chiesero alla coppia di aspettare cinque anni senza vedersi. Passato quel lasso di tempo si sposarono con il permesso dei loro padri nel 1933.
Devdas e Lakshmi ebbero quattro figli: Rajmohan Gandhi, Gopalkrishna Gandhi, Ramchandra Gandhi e Tara Gandhi Bhattacharjee (nato il 24 aprile 1934 a Nuova Delhi).

## Influenza culturale
Quando il Mahatma Gandhi cominciò a cercare aiuto per costruire la Jamia Millia Islamia, Devdas volle aiutarlo, insegnando hindi e anche la filatura del cotone.

## Filmografia
- Keechaka Vadham (1916-1917), regia di R. Nataraja Mudaliar - didascalie in hindi